# Lyriocephalus scutatus
Lyriocephalus scutatus — єдиний представник роду ліроголових агам з родини Агамових.

## Опис
Загальна довжина сягає 35 см. Забарвлення спини мінливе — від коричневого до зеленого, з боків білувата. Горлова має жовтий колір. Черево синювато-чорне, лапи й хвіст коричневі з різними відтінками. Паща яскраво—червона. Молодь цієї агами має коричневий колір. Верхні пластинки на голову нерівні, килеваті, над кожним оком є гребінь, який тягнеться вперед майже до ніздрів. На потилиці є декілька невеликих шпильок. З кожного боку голови розташовано 20—25 штук збільшеної килевої луски, починаючи від ніздрів, проходячи під оком і закінчується за губою. Тулуб сильно стисле, спинні гребінець невеликий та безперервний. Луска розташована правильними рядками. Задні кінцівки значно довші за передні. Хвіст досить короткий, сильно стислий з тупим кінчиком, посередині чубатий, вкритий з боків та знизу великою, сильно килеватою лускою. Горлова торба добре розвинена в обох статей, більша у самців. На кінці морди є виріст, якій нагадує шишку або кульку. Вона складається з щільної губчастої тканини всередині та вкрита шкірою.

## Спосіб життя
Полюбляє вологі низини, пагорби на висоті до 1650 м. Це дуже повільна агама. Зустрічаються як на землі. так й на деревах. рухаються ящірки зустрічаються як на землі і на деревах. Харчується дощовими хробаками, комахами, пагонами, бруньками, плодами рослин.
Це яйцекладна ящірка. Самиця відкладає у землю 1-11 яєць розміром 20,5-24х12-14 мм. Через 35-36 днів з'являються молоді агами.

## Розповсюдження
Це ендемік острову Шрі-Ланка.